# Helmsand
Het Helmsand is een voormalig bewoond Duits waddeneiland in de Meldorfer Bocht, die onderdeel is van de Duitse Waddenzee. Het voormalige eiland behoort toe aan de deelstaat Sleeswijk-Holstein.
Jaren geleden is Helmsand door een dam verbonden met het vasteland. Over deze 600 meter lange dam liep een smalspoor, waarvan tegenwoordig nog overblijfselen te vinden zijn. Door landaanwinning is het eiland geheel met het vasteland vergroeid; het is niet meer als eiland herkenbaar. Helmsand ligt in het Nationaal park Sleeswijk-Holsteinse Waddenzee, en mag na toestemming betreden worden om vogels te spotten.